# Храм Святителя Николая (Токай)
Храм Святителя Николая (венг. Szent Miklós ortodox templom) — православный храм Будапештской и Венгерской епархии Московского патриархата в городе Токай, в Венгрии. Здание храма входит в число охраняемых архитектурных объектов Венгрии.

## История
В стоявшей на этом месте деревянной Никольской церкви, с 1745 по 1753 год был певчим просветитель и философ Григорий Сковорода в связи с чем на фасаде церкви в наше время была установлена мемориальная доска.
Каменный храм был построен около 1790 года по заказу греческих виноделов, работавших в этом регионе.
1 февраля 2017 года правительство страны во главе с премьер-министром Виктором Орбаном выделило средства на её реставрацию. В 2018 году храм был передан Венгерским государством в собственность Русской Православной Церкви